# Lamori
Lamori (vaak in hoofdletters geschreven: LAMORI) is een vijfkoppige, geheel mannelijke, hardrock/gothicrockband uit Åland. Hun muziek wordt vaak vergeleken met die van HIM.

## Geschiedenis
De band ontstond in 2006, toen zanger Matias Juselius en gitarist Marcus Pellas het plan opvatten om een band op te richten. De keyboard-speler Jens Wickholm sloot zich spoedig aan bij de band, gevolgd door bassist Mikael Westerlund. Hun eerste live optreden deden ze onder de naam L'Amori Acoustica, dat al snel afgekort werd tot L'Amori. De twee daarop volgende jaren was men op zoek naar een geschikte drummer. In het voorjaar van 2009 sloot drummer Emanuel Sanchez zich aan bij de band. In 2011 namen ze hun eerste demo-EP op, genaamd The Reservoirs of Darkness. In 2013 volgde hun eerste volwaardige album Deadly Desires, opgenomen in de Twin Oaks-studio in Jomala. Dat album werd door luisteraars van Radio Online Gothic Metal Nicaragua verkozen tot het beste gothic metal album van 2013.
In 2014 sloot de band een contract met het Italiaanse platenlabel Wormholedeath. Twee jaar later bracht the band hun eerste album uit op dit label, genaamd To Die Once Again. Het album werd internationaal goed ontvangen in recensies van verschillende popmagazines en webzines.
In 2020 kwam hun derde album uit, genaamd Neo Noir. Van dat album verschenen vier singles, waaronder An Angel by Your Side, dat in een maand tijd ruim 380.000 maal werd bekeken op YouTube.
In juni 2022 bracht de band de single Insomnia uit, als voorbode van hun vierde album Neon blood fire, in juli gevolgd door Valley of Great Dismay en in november door de single en bijbehorende videoclip Requiem.

## Bandleden
- Matias Juselius - zang
- Marcus Pellas - gitaar
- Mikael Westerlund - bas
- Jens Wickholm - keyboard
- Emanuel Sanchez - drums

## Discografie
Albums
- 2016 - To die once again
- 2020 - Neo noir
- 2023 - Neon blood fire

Ep, demo en zelf uitgebracht
- 2011 - The reservoirs of darkness
- 2013 - Forevermore & deadly for hearts pt.1
- 2013 - Deadly desires

Singles
- 2019 - Born to lose
- 2019 - Heaven ain't for us
- 2019 - An angel by your side
- 2022 - Insomnia
- 2022 - Valley of great dismay
- 2022 - Requiem
- 2023 - Dark messiah
- 2023 - The eye of the storm

Compilaties
- 2015 - Arctic Blast by Global Metal Apocalypse
- 2016 - Global domination.Vol2 (A-B) by Global Metal Apocalypse
- 2017 - Gothic music orgy, vol. 4

## Videografie
- 2014 - Hearts burning wild
- 2016 - Follow the ghost
- 2017 - To die once again
- 2018 - Until death (do us part)